# 1968-as olasz női labdarúgó-bajnokság (első osztály)
A Serie A első olasz női labdarúgó-bajnokságára 1968-ban az F.I.C.F. (Federazione Italiana Calcio Femminile), valamint az UISP (Unione Italiana Sport Popolare) szervezésében kerítettek sort. A pontvadászatot mindkét szervezet külön bonyolította le.

## Történelem

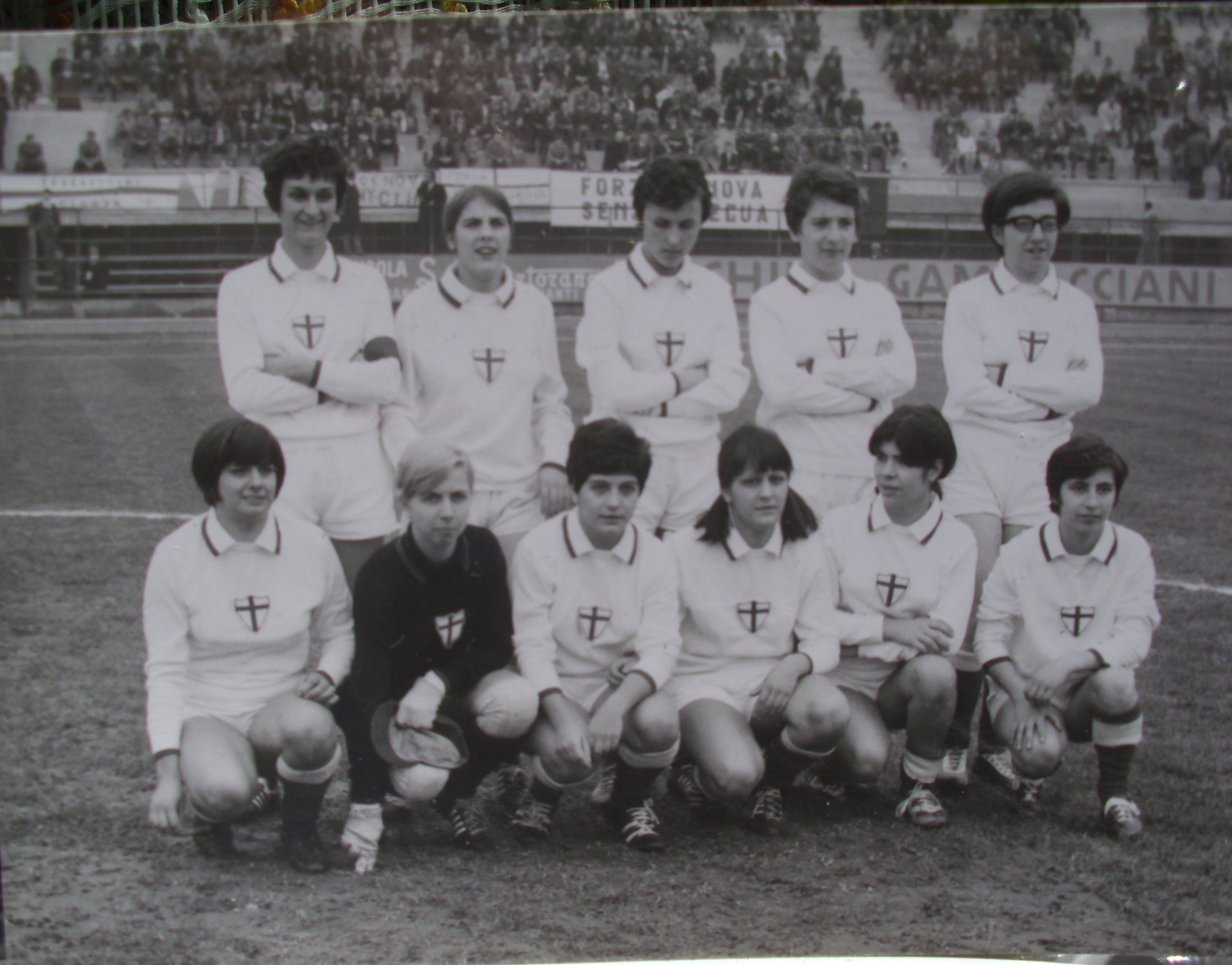
A Genova együttese nyerte az első hivatalos női bajnokságot Olaszországban.
Felső sor, balról: Giuseppina Tessadori, Maria Grazia Gerwien, Luisa Coli, Maura Fabbri, Marina Camba
Alsó sor, balról: Albertina Rosasco, Paola Mignone, Teresa Gallione, Corinna Gerwien, Annalisa Dasso, Caterina Gaggero

### F.I.C.F.
Az 1968-ban alakult F.I.C.F. (Federazione Italiana Calcio Femminile) az Olasz labdarúgó-szövetség támogatásával hozta létre az első alkalommal megszervezett olasz női labdarúgó-bajnokságot.

### U.I.S.P.
Az FICF-hez nem csatlakozott klubok az UISP (Unione Italiana Sport Popolare) szervezésében egy oda-visszavágós bajnoki rendszerben mérkőztek meg a bajnoki címért.

## F.I.C.F.
| Klub           | Település | Stadion                              |
| -------------- | --------- | ------------------------------------ |
| Ambrosiana     | Milánó    | Campo Sportivo Forza, Coraggio       |
| Genova         | Genova    | Campo di Asti Stadio Barriera Genova |
| Pro Loco Travo | Travo     | Campo Sportivo di Rivergaro          |
| Viareggio      | Viareggio | Stadio dei Pini                      |
| Real Torino    | Torino    | Parco Ruffini                        |
| Cagliari       | Cagliari  | Campo Comunale di Carbonia           |
| Giovani Viola  | Firenze   | Comunale di Cascina                  |
| Lazio          | Róma      | Ismeretlen                           |
| Napoli         | Nápoly    | Comunale Cava de' Tirreni            |
| Roma           | Róma      | Ismeretlen                           |

## Tabella

### A. csoport
| #  | Csapat         | M | GY | D | V | G+ – G– | GK  | P  | Megjegyzések |
| -- | -------------- | - | -- | - | - | ------- | --- | -- | ------------ |
| 1. | Real Torino    | 8 | 6  | 2 | 0 | 33–5    | +28 | 14 | Rájátszás    |
| 2. | Genova         | 8 | 4  | 2 | 2 | 15–9    | +6  | 10 | Rájátszás    |
| 3. | Ambrosiana     | 8 | 4  | 2 | 2 | 15–7    | +8  | 10 |              |
| 4. | Pro Loco Travo | 9 | 2  | 1 | 6 | 10–18   | −8  | 5  |              |
| 5. | Viareggio      | 8 | 0  | 1 | 7 | 7–41    | −34 | 1  |              |

Utolsó frissítés: 2021. május 9. 
Forrás: rsssf 
A rangsorolás alapszabályai: 1. összpontszám, 2. egymás elleni eredmények összpontszáma, 3. gólkülönbség, 4. szerzett gólok száma.
(B): Bajnokcsapat, (K): Kieső csapat, (F): Feljutó csapat, (I): Kupainduló, (R): A rájátszás győztese, (KGY): Kupagyőztes

### B. csoport
| #  | Csapat        | M | GY | D | V | G+ – G– | GK  | P  | Megjegyzések |
| -- | ------------- | - | -- | - | - | ------- | --- | -- | ------------ |
| 1. | Roma          | 8 | 8  | 0 | 0 | 39–5    | +34 | 16 | Rájátszás    |
| 2. | Cagliari      | 8 | 4  | 2 | 2 | 8–11    | −3  | 10 | Rájátszás    |
| 3. | Giovani Viola | 8 | 3  | 3 | 2 | 13–14   | −1  | 9  |              |
| 4. | Napoli        | 8 | 1  | 2 | 5 | 6–15    | −9  | 4  |              |
| 5. | Lazio         | 8 | 0  | 1 | 7 | 4–25    | −21 | 1  |              |

Utolsó frissítés: 2021. május 9. 
Forrás: rsssf 
A rangsorolás alapszabályai: 1. összpontszám, 2. egymás elleni eredmények összpontszáma, 3. gólkülönbség, 4. szerzett gólok száma.
(B): Bajnokcsapat, (K): Kieső csapat, (F): Feljutó csapat, (I): Kupainduló, (R): A rájátszás győztese, (KGY): Kupagyőztes

### A rájátszásba kerülésért
| 1968. október 20. 15:30 |

| Genova                           | 3–1   | Ambrosiana |
| -------------------------------- | ----- | ---------- |
| Furino 2' M. Gerwien ?' Coli 60' | (1–0) | Ciceri 85' |

| Campo Sportivo Comunale Játékvezető: Bergoglio |

### Elődöntők
| 1. csapat | Össz. | 2. csapat   | 1. mérk. | 2. mérk. |
| --------- | ----- | ----------- | -------- | -------- |
| Roma      | 4–2   | Real Torino | 3–1      | 1–1      |
| Cagliari  | 1–4   | Genova      | 0–0      | 1–4      |

### Döntő
| 1968 |

| Genova     | 1–0   | Roma |
| ---------- | ----- | ---- |
| Rosasco ?' | (0–0) |      |

| San Giorgio a Cremano |

## U.I.S.P.
| Klub                  | Település      | Stadion                          |
| --------------------- | -------------- | -------------------------------- |
| Abano Milano          | Abano Terme    | Comunale di Abano Terme          |
| Bologna               | Bologna        | Ismeretlen                       |
| Inter Vimodrone       | Vimodrone      | Stadio Comunale di Vimodrone     |
| Juventus Val di Lanzo | Lanzo Torinese | Campo Comunale di Lanzo Torinese |
| Pilastro              | Parma          | Ismeretlen                       |

## Tabella
| #  | Csapat                | M | GY | D | V | G+ – G– | GK  | P  | Megjegyzések |
| -- | --------------------- | - | -- | - | - | ------- | --- | -- | ------------ |
| 1. | Bologna               | 8 | 8  | 0 | 0 | 47–2    | +45 | 16 |              |
| 2. | Abano Milano          | 8 | 6  | 0 | 2 | 21–6    | +15 | 12 |              |
| 3. | Inter Vimodrone       | 8 | 4  | 0 | 4 | 13–15   | −2  | 8  |              |
| 4. | Pilastro              | 8 | 1  | 0 | 7 | 2–27    | −25 | 2  |              |
| 5. | Juventus Val di Lanzo | 8 | 1  | 0 | 7 | 1–34    | −33 | 2  |              |

Utolsó frissítés: 2021. május 9. 
Forrás: rsssf 
A rangsorolás alapszabályai: 1. összpontszám, 2. egymás elleni eredmények összpontszáma, 3. gólkülönbség, 4. szerzett gólok száma.
(B): Bajnokcsapat, (K): Kieső csapat, (F): Feljutó csapat, (I): Kupainduló, (R): A rájátszás győztese, (KGY): Kupagyőztes

## Góllövőlista
| Gól | Név            | Csapat       |
| --- | -------------- | ------------ |
| 19  | Edi Provvedi   | Bologna      |
| 11  | Giovanna Nonni | Bologna      |
| 11  | Bruna Pantano  | Abano Milano |